# Rikskommissariatet Kaukasien
Rikskommissariatet Kaukasien (tyska: Reichskommissariat Kaukasien), var den teoretiska politiska uppdelningen och planerade civila ockupationsregimen av Tyskland i de ockuperade områdena i bergsområdet Kaukasus under andra världskriget. Till skillnad från de andra fyra planerade rikskommissariaten, skulle det inom Kaukasus införas olika former av autonomi för "ursprungsgrupper".

## Territoriell planering
Reichskommissariat Kaukasien omfattade teoretiskt hela Transkaukasien och Nordkaukasien, såväl som delar av Södra Ryssland så långt som till Volgafloden. Större städer som skulle inkluderas var bland annat Krasnodar och Maykop i väster, Stavropol, Astrachan, Elista, Makhachkala i öster, och Grozny, Nalchik, Vladikavkaz, Jerevan och Baku i söder. Den civila förvaltningen av territoriet skulle vara i Tbilisi, Georgien.
Alfred Rosenberg argumenterade för att "rikskommissarien" i Kaukasus istället borde kallas "Reich Resident", eftersom han ansåg att det tidigare namnet var "för drastiskt" och onödigt; och att varje delkommissariat som Georgien och Armenien bör kallas ett land och ges status som "statliga enheter" under tyskt skydd. Efter invasionen av Sovjetunionen gjordes även planer för att upprätta pro-tyska klientstater i Kaukasus och "befrielsekommittéer" i  Armenien, Azerbajdzjan och Georgien upprättades. Eftersom dessa "befrielsekommittéer" betraktades som det första steget till lokala tysk-lojala regeringar, beviljades de status som allierade av Tyskland den 15 april 1942. Dessa proto-regeringar, tillsammans med de i Nordkaukasien beordrades att lösa sina territoriella skillnader av Adolf Hitler under den tyska framryckningen in i Kaukasus. I händelse av att Turkiet drogs in i kriget mot Tyskland utlovade Alfred Rosenberg territoriell utvidgning på bekostnad av Turkiet också.
Rosenberg uppgav att Tysklands primära mål i regionen var att uppnå obegränsad tillgång till oljetillgångarna i Majkop och Groznyj. Hitler höll med om denna bedömning men avvisade förslagen om att ha en löst kontrollerad konfederation i Kaukasus. Istället trodde han att regionen, med dess historia av ömsesidigt krigförande stater och folk, skulle behöva utsättas för en mycket stark och hård typ av kontroll. Samtidigt som han fastställde att Kaukasus måste skiljas från Ryssland oavsett scenario, hade han inga etablerade planer på huruvida Kaukasus skulle behöva annekteras till Tyskland eller inte, och inte heller vilken form den tyska administrationen i slutändan skulle ta. Förslag om autonomi för de kaukasiska nationaliteterna mottogs bättre från armén än från Rosenberg, som av Hitler bara avkrävdes att specifika löften om nationellt oberoende skulle strykas från alla officiella tillkännagivanden för att inte göra några bindande löften. På begäran av armén uppmuntrade Hitler de tyska styrkorna att ge enskilda etniska grupper i Kaukasus ett mått av självförvaltning i en order daterad den 8 september 1942, något som Rosenberg också hade föreslagit. Trupperna fick i uppdrag att behandla de infödda som vänner, och tvångsarbete fick endast utföras av ryssar och ukrainare.
Rosenberg föreslog så småningom att posten som kommissarie/resident skulle gå till sin långvariga vän, som också var balttysk, Arno Schickedanz. Han rekommenderade också Hermann Göring, som upphovsmakare av fyraårsplanen, att utse en chef för en "oljekommission" som skulle arbeta tillsammans med kommissarien. Dr Hermann Neubacher, tidigare borgmästaren i Wien och sedan ett särskilt sändebud till det ockuperade Grekland, skulle arbeta tillsammans med Schickedanz gällande regionens ekonomiska frågor. Schickedanz tillbringade enligt uppgift avsevärd tid med att undersöka skisser av sitt framtida palats i Tbilisi och diskutera antalet portar det skulle behöva.
Planerare teoretiserade om en möjlig framryckning till västra Kazakstan för att säkra de östra gränserna.Tyska planer på att erövra västra Kazakstan existerade förvisso eftersom järnvägsnät och territorier i västra Centralasiatiska länder låg längs framryckningslinjerna till Mellanöstern för att hjälpa Afrikakåren i den afrikanska kampanjen, med ytterligare syfte att beslagta Iran.
I anslutning till dessa planer, tänkte den tyska arméns planerar ut några operationer för att utföra Operation Barbarossa i större skala, som sträckte sig till Kaukasusområdet och andra utbyggnader av Barbarossa inklusive Turkiet, Irak och Iran. Under General Von Kleists invasion (Operation Blå) av Kaukasus fanns också tyska enheter (inklusive vissa araber, kaukasier och Centralasiatiska SS-frivilliggrupper) vars mål var att ockupera Kaukasusregionen och Centralasien, utvidga general Erwin Rommels styrkor i Alexandria via Mellanöstern. I samband med en tysk persisk invasion undertecknades en trepartsmilitärpakt den 18 januari 1942 , där de tre axelmakterna enades om att dra en operativ gränslinje vid 70° östlig longitud (väster om Bombay), vilket också var gränsen för deras respektive inflytandesfärer, öster om vilka sannolikt skulle ha varit de västligaste delarna av Japans egna Storöstasiatiska sfären för gemensamt välstånd.
Det pågick en maktkamp mellan Haj Amin al-Husseini, Muftin av Jerusalem och Rashid Ali al-Gaylani, Iraks före detta premiärminister, för kontroll över politiska mål och olika Arab enheter. De skickades till Kaukasusregionen i september 1942 för den planerade invasionen av de arabiska länderna och såg aktioner mot Röda armén.
Denna planering kom inte mycket längre än preliminära diskussioner och pappersplanering, på grund av den Röda arméns framfart under kriget. Historikern Norman Rich hävdar att den korta varaktigheten av den tyska ockupationen i Kaukasus innebär att den politik som tyskarna genomförde ger indikationer om regionens långsiktiga framtid om den hade förts under fast axelkontroll.

### Turkisk inblandning
Hitlers strategiska tänkande delegerade Turkiet rollen som en allierad som skulle skydda Tysklands södra flank mot resterna av det besegrade Sovjetunionen. Den 17 mars 1941 uttalade Hitler i en diskussion med Franz Halder och Adolf Heusinger att Turkiet skulle få territorium i Kaukasus (kanske Kaukasus som helhet) som en belöning för att de hjälpte axelmakterna, även om territorierna skulle 'exploateras' av Tyskland. I augusti 1941 föreslog Hitler den turkiska ambassadören i Berlin Hüsrev Gerede att Turkiet skulle annektera de turkiska områdena i Sovjetunionen. I mitten av 1942 utmanades Franz von Papen, den tyska ambassadören i Ankara, ytterligare av premiärminister Şükrü Saracoğlu och utrikesminister Numan Menemencioğlu om framtiden för Sovjetunionens turkiska minoriteter. turkiska planer innebar inrättandet av en serie av buffertstater längs den framtida turkisk-tyska gränsen och en inflytandesfär sträcker sig nog över dessa stater. Hitler var dock inte beredd att göra territoriella eftergifter till landet innan det helt och fullt engagerat sig i axellägret.

## Planerade territoriella uppdelningar
Rikskommissariatet Kaukasien planerades att administrativt delas mellan följande sju Generalkommissariat. Dessa var uppdelade i ett antal Sonderkommissariate ("särskilda distrikt") och Kreiskommissariate, och de i sin tur i Raions. Det övergripande administrativa sätet skulle vara i Tbilisi/Tiflis.

### GeneralkommissariatGeorgien
- Huvudstad: Tiflis
- 20 Kreiskommissariatet (75 Raions)
- Sonderkommissariat Adscharien
- Sonderkommissariat Abchasien
- Sonderkommissariat Südossetien

### GeneralkommissariatAserbeidschan
- Huvudstad: Baku
- 30 Kreiskommissariatet (87 Raions)
- Sonderkommissariat Nachitjevan

### GeneralkommissariatetKuban
- Huvudstad: Krasnodar
- 30 Kreiskommissariatet (83 Raions) inklusive en del av regionen Rostov oblast.

### Generalkommissariat Terek
- Huvudstad: Woroschilowgrad (Stavropol)
- 20 Kreiskommissariatet (60 Raions)

### Generalkommissariat für die Gebiete der Bergvölker (Norra Kaukasien)
- Huvudstad: Ordschonikidse (Wladikawkas)
- 30 Kreiskommissariatet (93 Raions) inkl. regionen Kizlyar.
- Sonderkommissariat Nord-Ossetien - Huvudstad: Ordschonikidse - 3 Kreiskommissariatet (10 Raions)
- Sonderkommissariat Dagestan - Huvudstad: Machatschkala - 10 Kreiskommissariat (32 Raions)
- Sonderkommissariat Tschetscheno-Inguschetien - Huvudstad: Grosny
- Sonderkommissariat Kabardinien-Balkarien - 5 Kreiskommissariat (15 Raions)
- Sonderkommissariat Karatschai - 2 Kreiskommissariat (6 Raions)
- Sonderkommissariat Karatjajen-Tjerkessien - 1 Kreiskommissariat (4 Raions)
- Sonderkommissariat Adyge - Huvudstad: Maykop

### GeneralkommissariatArmenien
- Huvudstad: Jerewan
- 12 Kreiskommissariatet (42 Raions)

### GeneralkommissariatetKalmuckien
- Huvudstad: Astrachan
- Inklusive Kalmyk ASSR, Astrakhan-regionen och den sydöstra delen av Rostov-regionen.